# Mary Wade
Mary Julia Wade (Adelaida, 3 de febrero de 1928 - Charters Towers, 14 de septiembre de 2005) fue una paleontóloga australiana, conocida particularmente por su trabajo del Precámbrico y de las antiguas formas de vida conocidas como Biota del periodo Ediacárico en Australia Meridional.
Mary era una licenciada de la Universidad de Adelaida, en Australia del Sur, donde trabajó hasta 1971. Entre 1971 y 1993 trabajó para el Museo de Queensland, llegando a ser directora adjunta en 1980. Después de su jubilación en 1993 fue investigador asociado honorario del Museo de Queensland.